# Mindenki
Mindenki é um filme de drama em curta-metragem húngaro de 2016 dirigido e escrito por Kristóf Deák. Ambientado em 1991, segue a história de uma menina que se muda para uma nova escola primária e logo se torna membro do coro premiado da instituição. Foi indicado e ganhou o Oscar de melhor curta-metragem em live action na edição de 2017.

## Elenco
- Dorka Gáspárfalvi - Zsófi[6]
- Dorottya Hais - Liza
- Zsófia Szamosi - Erika